# Трут-ор-Консекуэнсес
Трут-ор-Ко́нсекуэнсес (англ. Truth or Consequences, буквально «Правда или последствия») — город на юго-западе США, административный центр округа Сьерра штата Нью-Мексико. Население — 6411 человек (2012). Известный климатический и водный курорт.
Прежнее название населённого пункта — Хот-Спрингс (англ. Hot Springs). В 1950 году город был переименован в честь популярной радиопередачи.
Именно здесь прописан космопорт «Америка» (Co Rd A021, Truth or Consequences, NM 87901, Соединенные Штаты), откуда 11 июля 2021 года стартовал туристический полёт в космос. Полёт был организован компанией Ричарда Брэнсона Virgin Galactic.
В нескольких километрах севернее города расположен региональный парк Элефант-Бьютт, созданный вокруг водохранилища на реке Рио-Гранде.